# Suzuki TL 1000

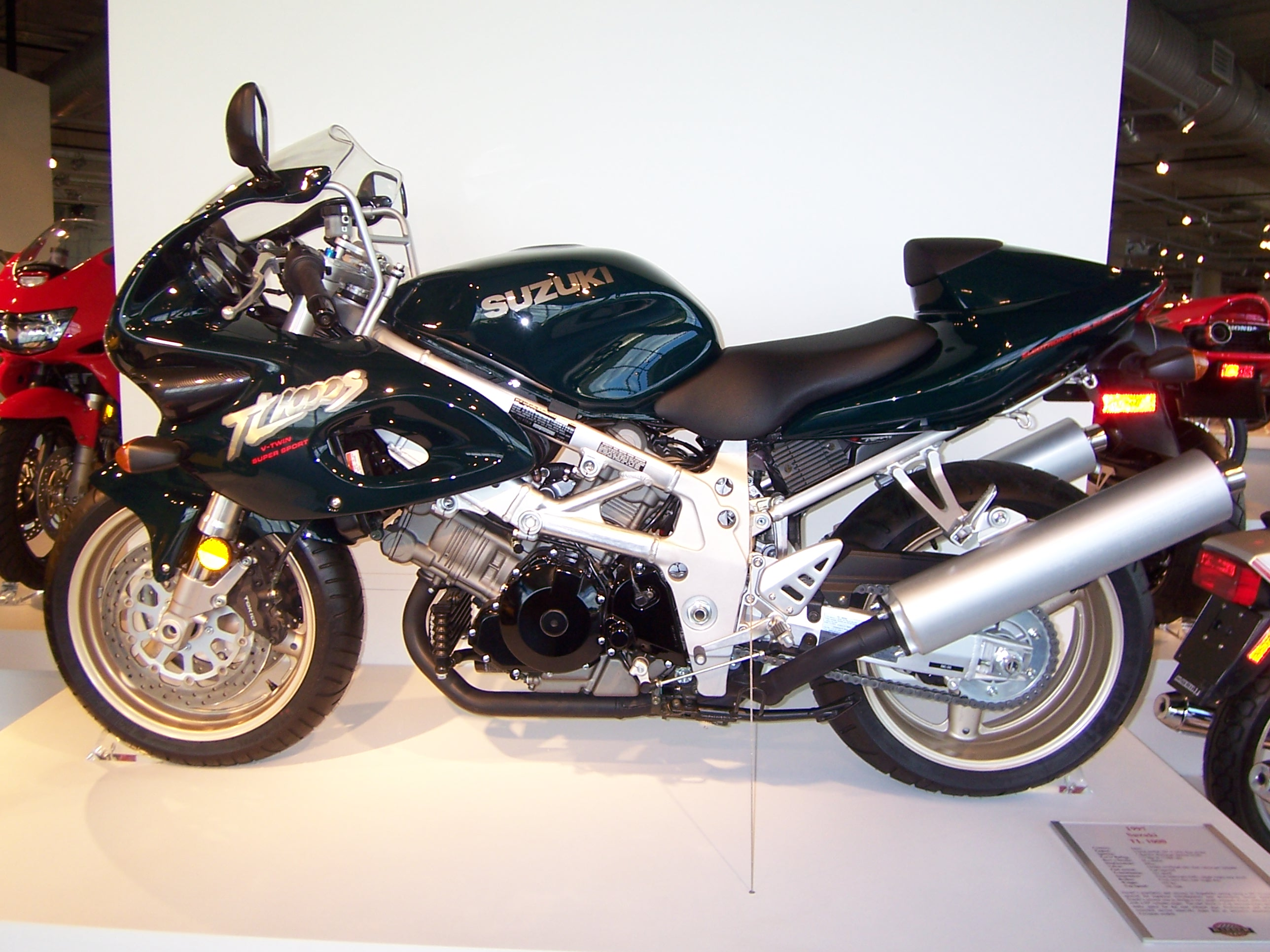
Suzuki TL 1000S

Suzuki TL 1000 je motocykl firmy Suzuki kategorie supersport, vyráběný v letech 1997-2001. Jeho nástupci jsou litrový Suzuki DL1000 V-Strom a Suzuki SV 650 s menším objemem motoru.

## Popis
Poprvé byl představen na výstavě IFMA 1996 v Kolíně nad Rýnem jako konkurence pro ohlášený model Honda VTR. Motocykl vhodný pro cestování i sportovní jízdu, o jehož pohon se stará vidlicový dvouválec o objemu 1000 cm³, na svou dobu s poměrně vysokým výkonem. 

## Varianty
- TL 1000S – polokapotáž
- TL 1000R – kapotovaný (vyráběný v letech 1998-2003)

## Technické parametry pro Suzuki TL 1000 S modelový rok 2001
- Motor: Čtyřdobý dvouválec do V
- Zdvihový objem: 996 cm³
- Ventilový rozvod: DOHC 4 ventily na válec
- Vrtání x zdvih: 98x60 mm
- Výkon při otáčkách: 91,2 kw (125k) při 8500/min
- Točivý moment: 107 Nm při 7100/min
- Kompresní poměr: 11,3:1
- Chlazení: kapalinou
- Počet rychlostí: 6
- Sekundární převod: řetěz
- Rám: hliníkový hliníkový příhradový
- Rozvor: 1410 mm
- Délka: 2070 mm
- Šířka: 710 mm
- Výška:
- Výška sedla: 835 mm
- Brzdy vpředu: 2 kotouče 310 mm 4 pístky
- Brzdy vzadu: 1 kotouč 220 mm 2 pístky
- Pneu vpředu: 120/70 ZR17
- Pneu vzadu: 190/55 ZR17
- Suchá hmotnost: 191 kg
- Pohotovostní hmotnost: 189 kg
- Objem nádrže: 17 l
- Maximální rychlost: 260 km/h